# Eric Singer
Eric Doyle Mensinger (n. 12 mai 1958, Cleveland, Ohio, Statele Unite) cunoscut ca Eric Singer, este un baterist de hard rock și heavy metal pentru trupa Kiss și cântărețul Alice Cooper. De-a lungul timpului, Eric a apărut în peste 50 de albume.
Singer a început să cânte la baterie de la o vârstă fragedă, fiind inspirat de formații ca Humble Pie, Led Zeppelin, Black Sabbath, The Beatles și Queen și de bateriști precum John Bonham, Cozy Powell, Roger Taylor, Bill Ward și Buddy Rich.

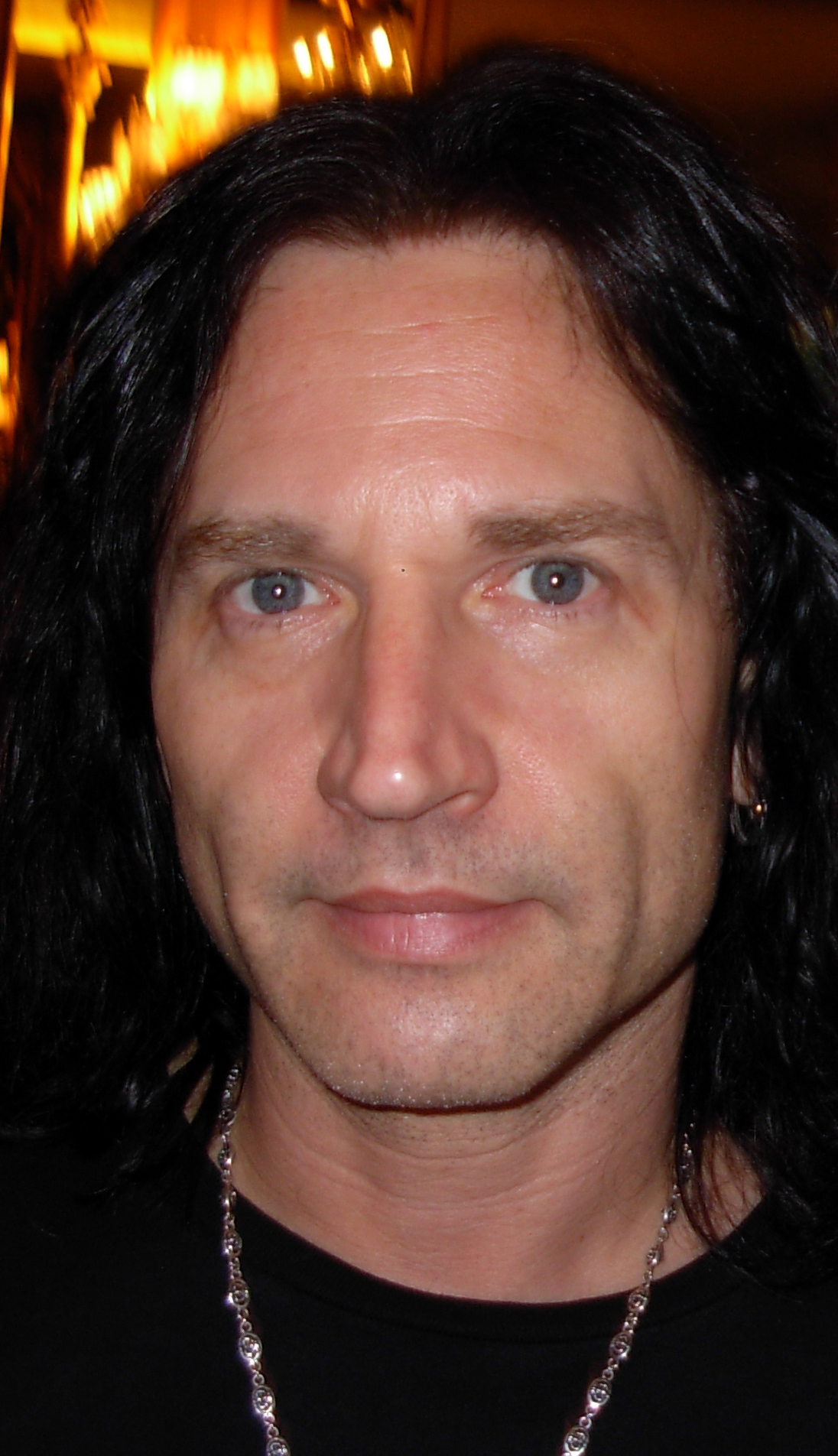
Eric Singer